# Saint-Eustache
Saint-Eustache is een gemeente in het Franse departement Haute-Savoie (regio Auvergne-Rhône-Alpes) en telt 462 inwoners (2005). De plaats maakt deel uit van het arrondissement Annecy.

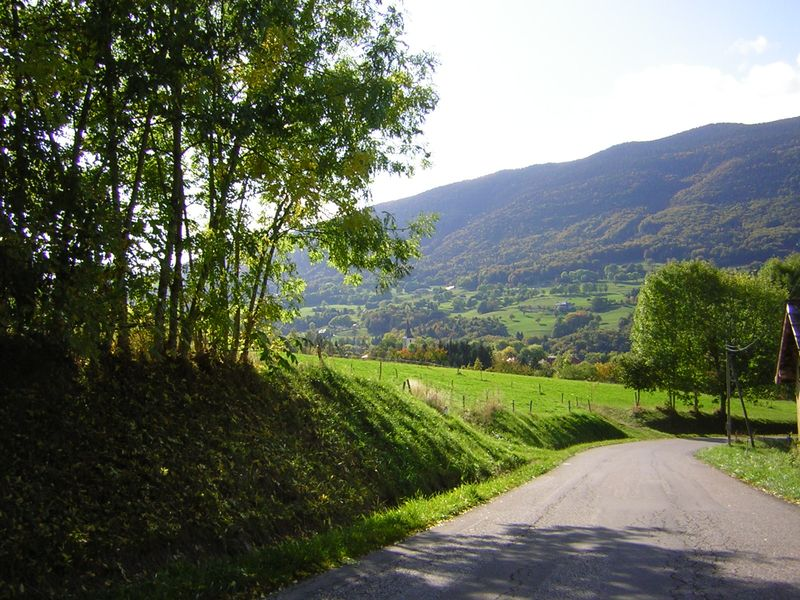

## Geografie
De oppervlakte van Saint-Eustache bedraagt 10,5 km², de bevolkingsdichtheid is 44,0 inwoners per km².
De onderstaande kaart toont de ligging van Saint-Eustache met de belangrijkste infrastructuur en aangrenzende gemeenten.

## Demografie
Onderstaande figuur toont het verloop van het inwonertal (bron: INSEE-tellingen).